# Schwanenliebe. Zeilen und Wunder
Schwanenliebe. Zeilen und Wunder ist der Titel einer 2001 erschienenen Sammlung lyrischer Miniaturen der Dichterin Sarah Kirsch.

## Inhalt
Die 240 kleinen Gedichte beschreiben ein Jahr im Leben der Dichterin, beginnend am "20. März gegen Mittag". Kirsch berichtet von ihrem Alltag in Tielenhemme, einem Dorf am Eiderdeich, wo sie seit 1983 zurückgezogen lebte. Alltägliche Begebenheiten unter dem Einfluss der wechselnden Jahreszeiten bilden das schöpferische Zentrum der Texte.

## Form und Stil
Wie der Titel bereits ankündigt, sind "Zeilen und Wunder" der Gegenstand des Buches. Kirsch versammelt hochverdichtete, kurze Texte, die teilweise nur zwei Zeilen umfassen und zumeist ohne Titel auskommen. Damit zersetzt sie die Gattungskonventionen, das Fragmentarische und Verkürzte generiert eine gegen alles Absolute gerichtete Poetik des Kleinen, welche von einer präzisen Beobachtungsgabe geleitet wird. Die formale Nähe zu japanischen Haikus sowie Anklänge an die Konkrete Poesie sind evident. Die "Zeilen" sind sequenzielle, meditative Augenblicke, die keiner bestimmten Ordnung unterliegen.
Nur die Zeit schreibt sich unaufhörlich in die Texte ein. Datumsangaben simulieren eine Authentizität des Erlebten, die jedoch mehrfach von traumähnlichen Einschüben und unzuverlässigen Erinnerungen durchbrochen wird. Das Spiel mit Fakten und Fiktionen wird nicht aufgeklärt, sondern teilweise bis ins Mythische und Märchenhafte getrieben. Vergangenheit und Gegenwart werden bei Kirsch nicht getrennt: die Eider wird zum Styx und längst Totgeglaubte sind plötzlich wieder lebendig. Die Stimmung der Gedichte schwebt zwischen schwerer Melancholie und grotesker Komik, Dialekt und Alltagssprache stehen unvermittelt neben Neologismen oder altertümlichen Wendungen, die sich teils an barocke Vanitas-Symbolik anlehnen.
Der Schauplatz der Texte ist die norddeutsche Landschaft, in welcher sich das lyrische Ich aufzulösen scheint. Romantische Naturmystik und monistisches Einheitserleben prägen die Beschreibungen. Die fremden Dinge werden unter der Feder Kirschs beseelt, das lyrische Ich verwandelt sich – wie in Ovids Metamorphosen – in Tiere und Pflanzen. Die Natur wird dabei auch zum Ort poetologischer Reflexionen, wobei die Grenzen zwischen Ich und Welt verschwimmen:
„Vogel Wolke Finger wir 

Schreiben ins Wasser.“
Die Kurzverse betonen die Materialität der Buchstaben, die auf dem Papier wie Spuren der beschriebenen Umwelt erscheinen.
Neben den wohl am ehesten mit Animismus zu bezeichnenden Tendenzen, welche die Natur zu einem Seelenraum erheben, in dem sich die Dichterin permanent spiegelt, gibt es aber auch ein lyrisches Wir, welches von schmerzlicher Trennung und erwünschter Vereinigung erzählt. Menschen sind in Schwanenliebe jedoch immer nur als Abwesende präsent. Liebe und Tod bilden das elementare Spannungsfeld in der poetischen Auseinandersetzung mit der Natur. So ist auch der Frühling für Kirsch immer mit Vergänglichkeit verknüpft. Der Band schließt mit einem Epitaph:
„Ging in Güllewiesen als sei es 

Das Paradies beinahe verloren im 

Märzen der Bauer hatte im 

Herbst sich erhängt.“
Eine Grabinschrift beendet den Jahreszyklus. Den Gedichten in Schwanenliebe haftet oftmals ein dunkler, teils apokalyptischer, seherischer Ton an. Die dichterische Tätigkeit wird, viel stärker als in den früheren Texten der Autorin, zu einer vergeblichen Trauerarbeit, die immer schon von dem zeugt, was sich in der Schrift ankündigt – dem Ende.